# Sougueur
Sougueur är en ort i Algeriet.   Den ligger i provinsen Tiaret, i den norra delen av landet, 220 km sydväst om huvudstaden Alger. Sougueur ligger 1 133 meter över havet och antalet invånare är 68 654.
Terrängen runt Sougueur är lite kuperad.Runt Sougueur är det ganska glesbefolkat, med 42 invånare per kvadratkilometer. Det finns inga andra samhällen i närheten. Trakten runt Sougueur består till största delen av jordbruksmark.